# Stephenville (Neufundland)
Stephenville ist eine Kleinstadt (Town) an der St. George’s Bay an Neufundlands Westküste.
Die Einwohnerzahl betrug 2016 6.623. Fünf Jahre zuvor lag sie noch bei 6.719.
Die Stadt ist mit Schulen, Krankenhaus, Einkaufsmöglichkeiten und Geldinstituten Versorgungszentrum für die südwestliche Region der Insel mit einem Einzugsbereich von ca. 45.000 Menschen. Port Harmon, der Hafen der Stadt, wurde bis zum Ende der Papierindustrie im Jahr 2005 für den Export von deren Produkten genutzt. Die Hauptverwaltung des Schulsystems der Region ist in Stephenville untergebracht.
Der Stephenville International Airport ging aus dem von 1941 bis 1966 betriebenen US-amerikanischen Militärflugplatz hervor, der für das rasante Wachstum der Stadt in den 1940er-Jahren verantwortlich war. Während der Betriebszeit des Space Shuttle war der Flughafen von Stephenville ein möglicher Notlandeplatz bei einem Startabbruch.